# نیکی نیکول

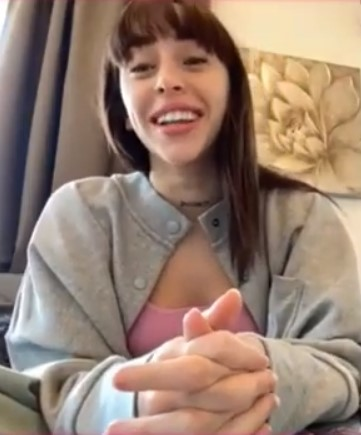

نیکول دنیس کوکو (روزاریو، سانتافه، ۲۵ اوت ۲۰۰۰)، که از لحاظ هنری با نام نیکی نیکول شناخته می‌شود، خواننده و ترانه‌سرا آرژانتینی است. نیکی نیکول در روزاریو، سانتافه، در خانواده ای متوسط به دنیا آمد که از سنین پایین به موسیقی علاقه نشان داد. او دبیرستان را در مدرسه فرانسیسکو دو گوروچاگا گذراند و جهت‌گیری هنر را دنبال کرد.
نیکی نیکول، خواننده اهل آرژانتین با حضور در دیدار بارسلونا مقابل کومو و پوشیدن پیراهن شماره ۱۰ لامین یامال بازیکن تیم بارسلنا اسپانیا، جنجالی تازه به پا کرد.
او که شایعات زیادی درباره رابطه عاشقانه‌اش با یامال مطرح شده، همراه با دوستانش که آنها هم پیراهن یامال را به تن داشتند، در ورزشگاه یوهان کرویف حاضر شد.
شایعات درباره این دو پس از شرکت نیکی در جشن تولد ۱۸ سالگی یامال در ماه جولای آغاز شد و حالا با حضور او در بازی بارسلونا، این شایعه جدی‌تر از قبل شده است.
در سال ۲۰۱۹، او با تک آهنگ "Wapo Traketero" به شهرت رسید و در مدت کوتاهی پس از انتشار، میلیون‌ها بازدید در یوتیوب به دست آورد. این آهنگ به یک پدیده ویروسی تبدیل شد و در لیست ۱۰۰ آهنگ داغ آرژانتین بیلبورد قرار گرفت. او در آوریل ۲۰۱۹ آهنگ «Wapo Traketero» را با تولید موسیقایی گونزالو فریرا و شرکت تولید سمعی و بصری Cocodrilo P&B منتشر کرد و در عرض دو ماه میلیون‌ها بازدید به دست آورد. این ویدئو در حومه روزاریو فیلمبرداری شده‌است. در اوت همان سال، نیکول به تهیه‌کننده آرژانتینی Bizarrap در Music Session خود پیوست، این آهنگ با ورود به لیست ۱۰۰ آهنگ ۱۰۰ داغ بیلبورد آرژانتین به شهرت رسید و وارد رتبه ۳ برتر این لیست شد. در ۲۳ اوت، او یک آهنگ جدید با عنوان "Años luz" که دوباره توسط Ferreyra تهیه شده بود و یک موزیک ویدئو به سبک مینیمالیست ساخته شده توسط Cocodrilo P&B منتشر کرد. این ویدیو توانست به یک ترند تبدیل شود و در چند ساعت در یوتیوب به بیش از یک میلیون بازدید رسید. در نوامبر ۲۰۱۹، او اولین آلبوم خود را منتشر کرد که توانست در آی‌تیونز در آرژانتین در رتبه ۸۹ قرار گیرد.